# Військово-морські сили Фінляндії
Військово-морські сили Фінляндії (фін. Suomen merivoimat, швед. Finländska marinen) — один із видів збройних сил Фінляндії.
Військово-морський флот Фінляндії має три статутні завдання, пов'язані з військовою обороною Фінляндії: спостереження за територіальними водами, відбиття територіальних порушень та морських атак та захист морських ліній зв'язку.
Станом на 2007 рік, численність ВМС Фінляндії складала 7900 людей (в тому числі 4300 військовослужбовців призовників).

### Прапори посадових осіб

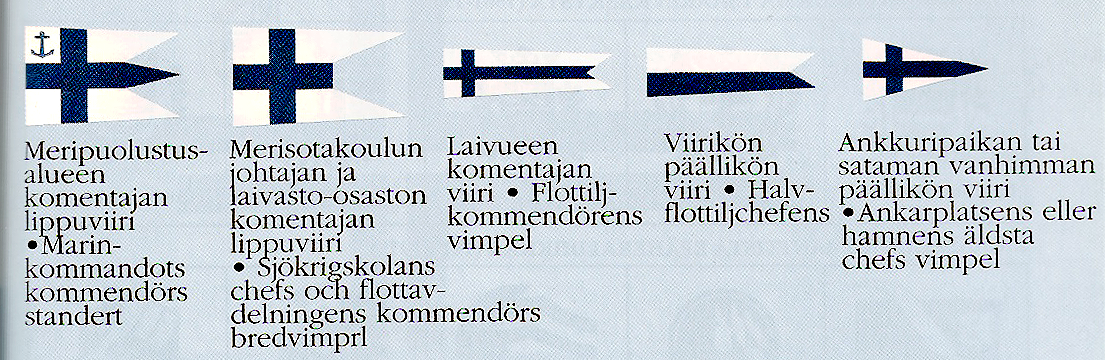

## Знаки розрізнення
| Фінська назва Шведська назва        | Дослівний переклад    | Приклад українського аналога                       | Знаки розрізнення |
| Офіцери                             | Офіцери               | Офіцери                                            | Офіцери           |
| ----------------------------------- | --------------------- | -------------------------------------------------- | ----------------- |
| Amiraali Amiral                     | Адмірал               | Адмірал                                            |                   |
| Vara-amiraali Viceamiral            | Віце-адмірал          | Віце-адмірал                                       |                   |
| Kontra-amiraali Konteramiral        | Контр-адмірал         | Контр-адмірал                                      |                   |
| Lippueamiraali Flottiljamiral       | Адмірал флотилії      | Командор                                           |                   |
| Kommodori Kommodor                  | Коммодор              | Капітан 1 рангу                                    |                   |
| Komentaja Kommendör                 | Комендор              | Капітан 2 рангу                                    |                   |
| Komentajakapteeni Kommendörkapten   | Капітан-комендор      | Капітан 3 рангу                                    |                   |
| Kapteeniluutnantti Kaptenlöjtnant   | Капітан-лейтенант     | Капітан-лейтенант                                  |                   |
| Yliluutnantti Premiärlöjtnant       | Перший лейтенант      | Старший лейтенант                                  |                   |
| Luutnantti Löjtnant                 | Лейтенант             | Лейтенант                                          |                   |
| Aliluutnantti Underlöjtnant         | Молодший лейтенант    | Молодший лейтенант                                 |                   |
| Матроси й старшини                  |                       |                                                    |                   |
| Sotilasmestari Militärmästare       | Майстер               | Головний майстер-старшина/Старший майстер-старшина |                   |
| Ylipursimies Överbåtsman            | Старший боцман        | Майстер-старшина/Штаб-старшина                     |                   |
| Pursimies Båtsman                   | Боцман                | Головний корабельний старшина                      |                   |
| Ylikersantti Översergeant           | Старший сержант       | Головний старшина                                  |                   |
| Upseerikokelas Officersaspirant     | Офіцер-кадет          | —                                                  |                   |
| Kersantti Sergeant                  | Сержант               | Старшина 1-ї статті                                |                   |
| Upseerioppilas Officerselev         | Офіцер-курсант        | –                                                  |                   |
| Alikersantti Undersergeant          | Молодший сержант      | Старшина 2-ї статті                                |                   |
| Ylimatruusi Övermatros              | Старший моряк         | Старший матрос                                     |                   |
| Aliupseerioppilas Underofficerselev | Унтер-офіцер- курсант | —                                                  |                   |
| Matruusi Matros                     | Моряк                 | Матрос                                             |                   |

## Прапори кораблів і суден
| Прапор | Гюйс | Вимпел бойових кораблів |
| ------ | ---- | ----------------------- |
|        |      |                         |

## Пункти Базування
- ВМБ Упінніємі
- ВМБ Турку

## Організаційний склад
Організаційно Військово-морські сили Фінляндії включають у себе Головний штаб ВМС, два оперативних командування, окрему Уусімааську (по-шведськи — Нюландську) бригаду морської піхоти, військово-морське училище, дослідницький центр і матеріальне управління.
Головний штаб ВМС, Турку
- Воєно-морське командування Архіпелагового моря (фін. Saaristomeren Meripuolustusalue), Турку
- Воєно-морське командування Фінського заливу (фін. Suomenlahden Meripuolustusalue), Упінниємі
- Нюландська бригада (швед. Nylands Brigad (фін. Uudenmaan Prikaati)), Драгсвік
- Воєно-морське училище (фін. Merisotakoulu), Гельсінкі
- Дослідницький центр ВМС (фін. Merivoimien Tutkimuslaitos), Еспоо
- Матеріальне управління ВМС (фін. Merivoimien Materiaalilaitos), Турку, Бйоркбода

## Префікс кораблів і суден
Кораблі і судна ВМФ Фінляндії не мають префікса по приналежності до Військово-морських сил держави.

## Бойовий склад

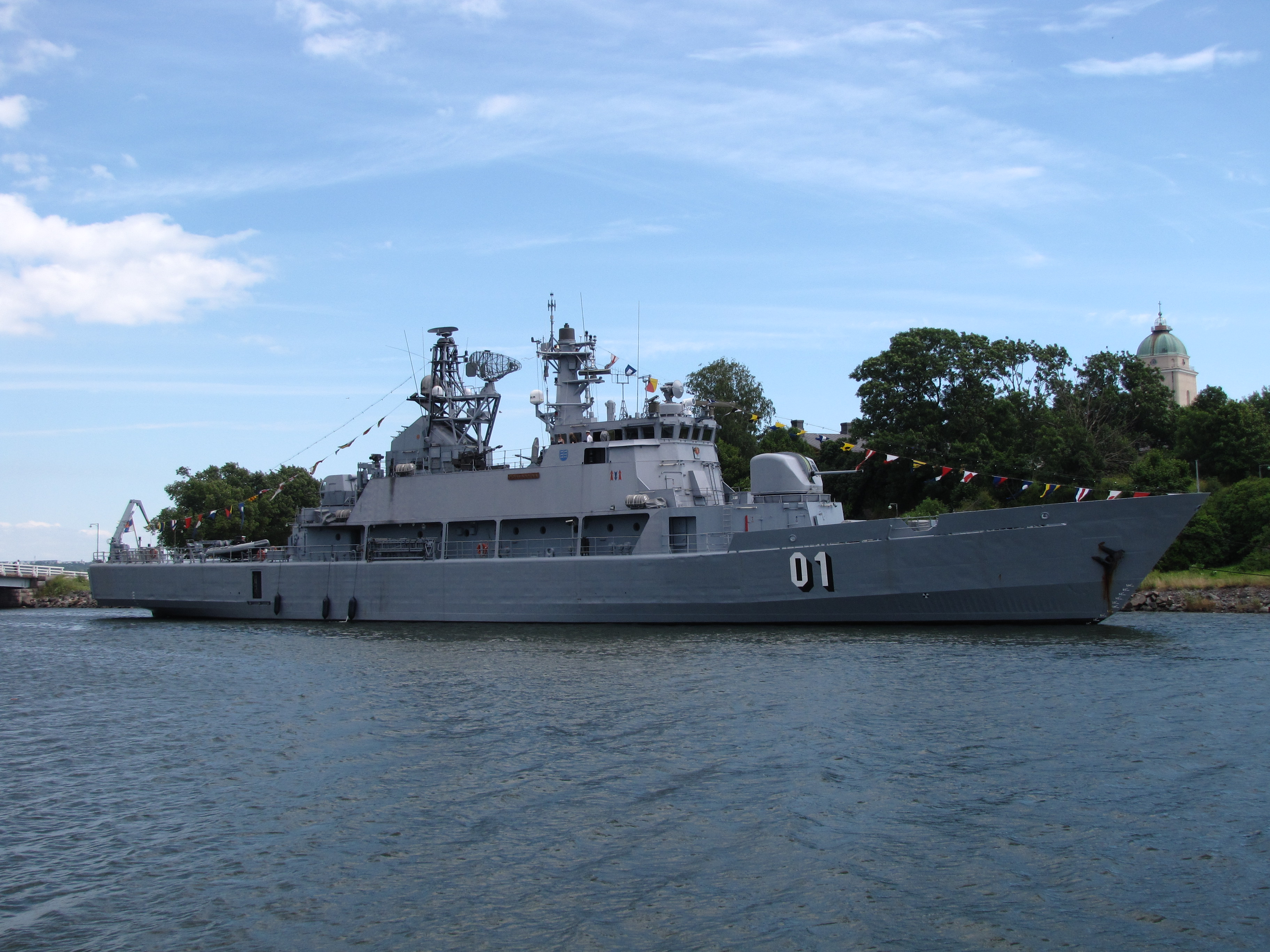
Мінний загороджувач «Pohjanmaa» (01)

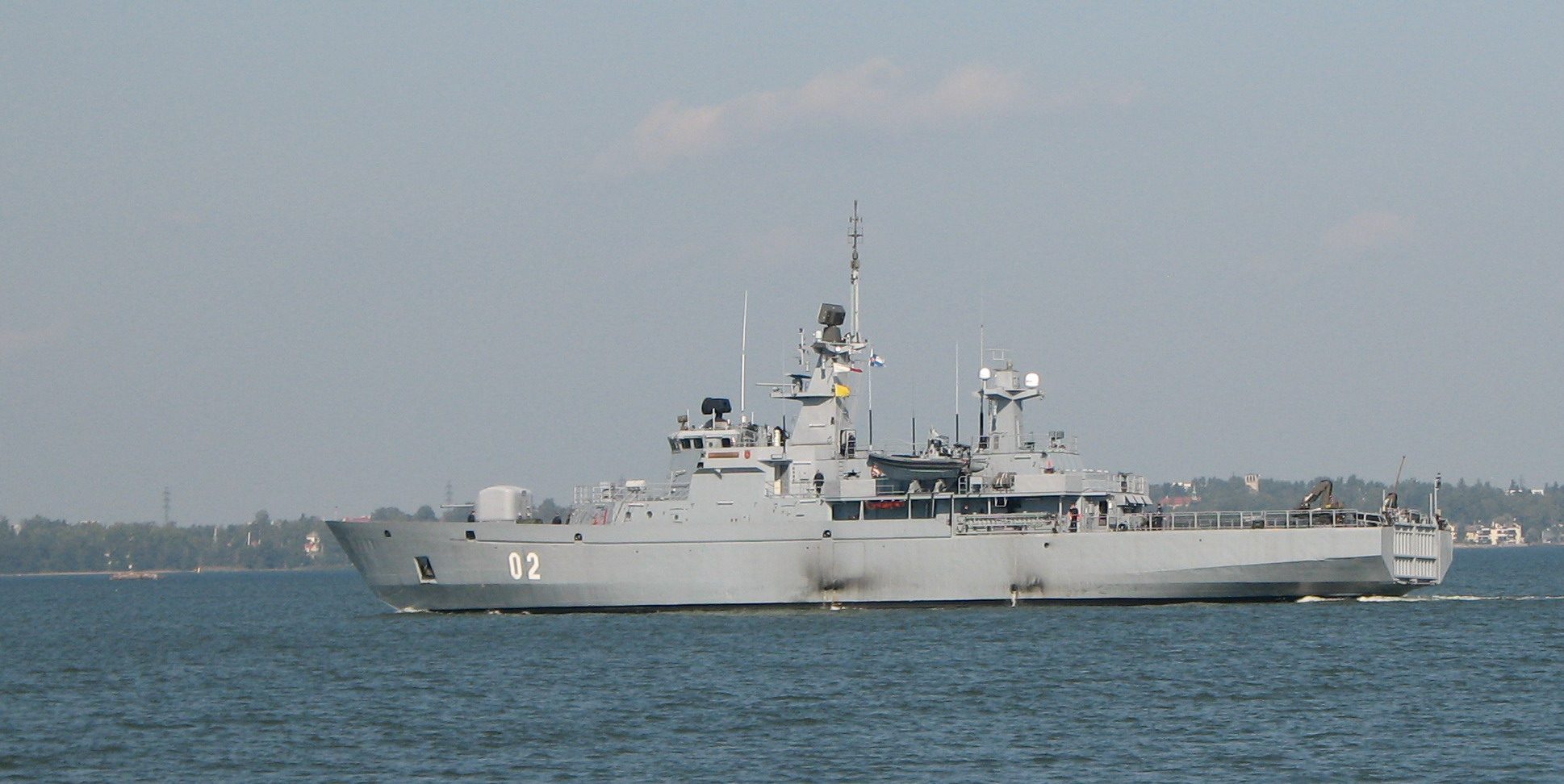
Мінний загороджуач «Hämeenmaa» (02)

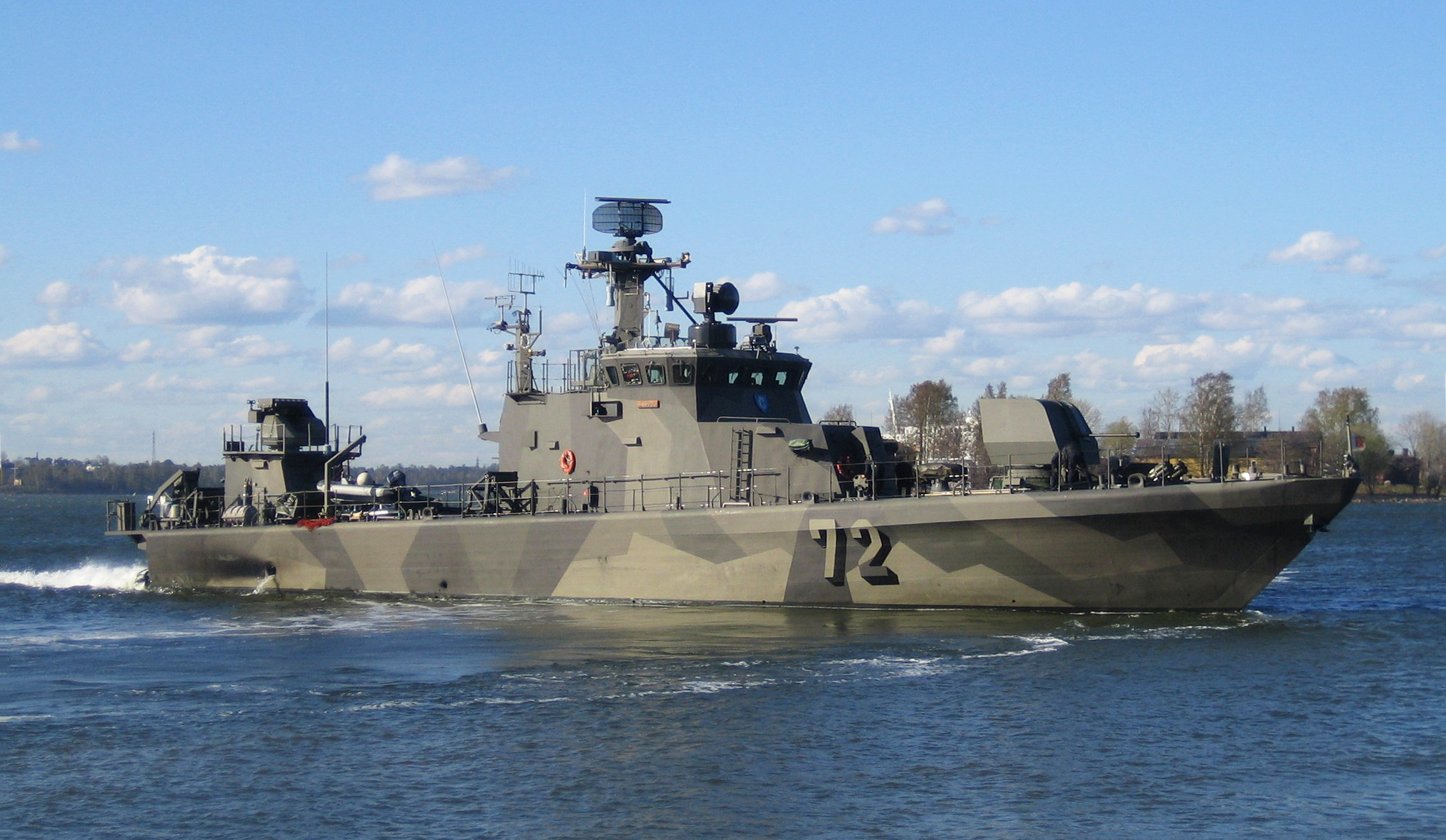
Ракетний катер «Porvoo» (72)

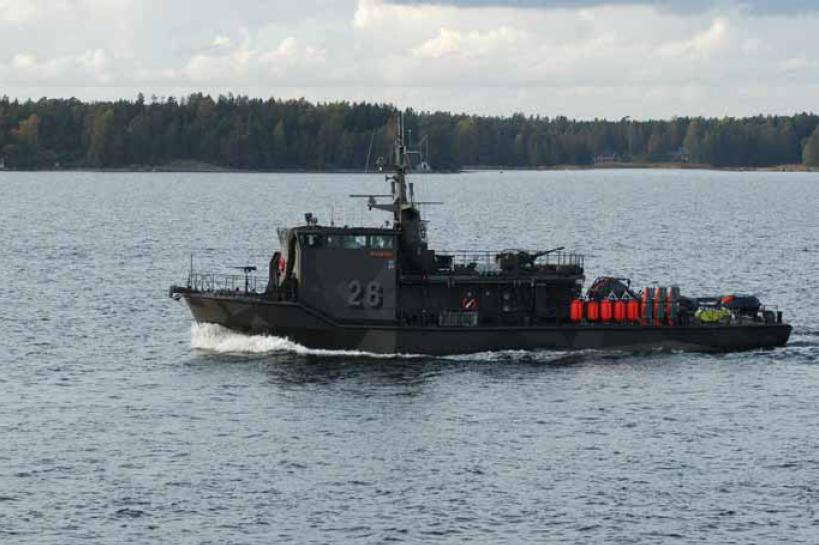
Мінний тральщик «Kuha 26»

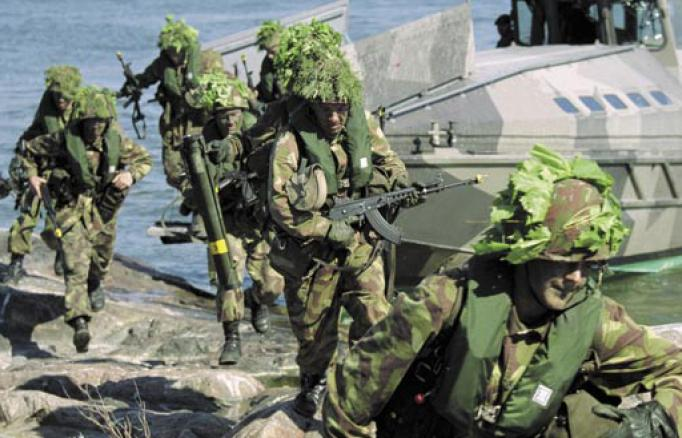
Висадка фінської морської піхоти

### Воєно-морський флот
| Тип                                  | Бортовий номер            | Назва               | У складі флоту      | Стан                | Примітки            |
| Мінні загороджувачі                  | Мінні загороджувачі       | Мінні загороджувачі | Мінні загороджувачі | Мінні загороджувачі | Мінні загороджувачі |
| ------------------------------------ | ------------------------- | ------------------- | ------------------- | ------------------- | ------------------- |
| Мінний занороджувач типу «Похьянмаа» | 01                        | Pohjanmaa           | 8 червня 1979       |                     |                     |
| Мінний загороджувач типу «Хямеенмаа» | 02                        | Hämeenmaa           | 15 квітня 1992      |                     |                     |
| Мінний загороджувач типу «Уусімаа»   | 05                        | Uusimaa             | 2 грудня 1992       |                     |                     |
| Мінний загороджувач типу «Pansio»    | 777                       | Porkkala            | 25 вересня 1991     |                     |                     |
| Мінний загороджувач типу «Pansio»    | 875                       | Pyhäranta           | 26 травня 1992      |                     |                     |
| Мінний загороджувач типу «Pansio»    | 876                       | Pansio              | 29 жовтня 1992      |                     |                     |
| Строжові кораблі                     |                           |                     |                     |                     |                     |
| Ракетний катер типу «Раума»          | 70                        | Rauma               | 19 жовтня 1990      |                     |                     |
| Ракетний катер типу «Раума»          | 71                        | Raahe               | 20 серпня 1991      |                     |                     |
| Ракетний катер типу «Раума»          | 72                        | Porvoo              | 27 квітня 1992      |                     |                     |
| Ракетний катер типу «Раума»          | 73                        | Naantali            | 23 червня 1992      |                     |                     |
| Ракетний катер типу «Hamina»         | 80                        | Hamina              | 24 серпня 1998      |                     |                     |
| Ракетний катер типу «Hamina»         | 81                        | Tornio              | 12 травня 2003      |                     |                     |
| Ракетний катер типу «Hamina»         | 82                        | Hanko               | 22 червня 2005      |                     |                     |
| Ракетний катер типу «Hamina»         | 83                        | Pori                | 19 червня 2006      |                     |                     |
| Мінні тральщики                      |                           |                     |                     |                     |                     |
| Мінний тральщик типу «Kuha»          | 21                        | Kuha 21             |                     |                     |                     |
| Мінний тральщик типа «Kuha»          | 22                        | Kuha 22             |                     |                     |                     |
| Мінний тральщик типу «Kuha»          | 23                        | Kuha 23             |                     |                     |                     |
| Мінний тральщик типу «Kuha»          | 24                        | Kuha 24             |                     |                     |                     |
| Мінний тральщик типа «Kuha»          | 25                        | Kuha 25             |                     |                     |                     |
| Мінний тральщик типу «Kuha»          | 26                        | Kuha 26             |                     |                     |                     |
| Мінний тральщик типу «Kiiski»        | 521                       | Kiiski 1            |                     |                     |                     |
| Мінний тральщик типу «Kiiski»        | 522                       | Kiiski 2            |                     |                     |                     |
| Мінний тральщик типу «Kiiski»        | 523                       | Kiiski 3            |                     |                     |                     |
| Мінний тральщик типу «Kiiski»        | 524                       | Kiiski 4            |                     |                     |                     |
| Мінний тральщик типу"Kiiski"         | 525                       | Kiiski 5            |                     |                     |                     |
| Мінний тральщик типу «Kiiski»        | 526                       | Kiiski 6            |                     |                     |                     |
| Мінний тральщик типу «Kiiski»        | 527                       | Kiiski 7            |                     |                     |                     |
| Допоміжні судна                      |                           |                     |                     |                     |                     |
| Командний катер типу"Syöksy"         | 511                       | Jymy                |                     |                     |                     |
| Командний катер типу «Syöksy»        | 512                       | Raju                |                     |                     |                     |
| Командний катер типу «Syöksy»        | 531                       | Syöksy              |                     |                     |                     |
| Командний катер типу «Syöksy»        | 541                       | Vinha               |                     |                     |                     |
| Транспортний корабель типу"Kampela"  | 771                       | Kampela 1           |                     |                     |                     |
| Транспортний каребель типу"Kampela"  | 772                       | Kampela 2           |                     |                     |                     |
| Транспортний корабель типу"Kampela"  | 877                       | Kampela 3           |                     |                     |                     |
| Транспортний корабель типу «Valas»   | 98                        | Mursu               |                     |                     |                     |
| Транспортний корабель типу «Valas»   | 121                       | Vahakari            |                     |                     |                     |
| Транспортний корабель типу «Valas»   | 722                       | Vaarlahti           |                     |                     |                     |
| Транспортний корабель типу «Valas»   | 723                       | Vänö                |                     |                     |                     |
| Транспортний корабель типу «Valas»   | 879                       | Valas               |                     |                     |                     |
| Десантний корабнль                   |                           |                     |                     |                     |                     |
| Десантний катер типу «Jurmo»         | U601-U637                 |                     |                     |                     |                     |
| Десантний корабель типу «Uisko»      | U210-U211 U301-U312 U400- |                     |                     |                     |                     |

## Історія

### Перед 1918 роком

#### Під владою Швеції
Землі сьогоднішньої Фінляндії належали Швеції до 1809 року. Тоді тут знаходилися бази шведського флоту, a багато матросів мало фінське походження.

#### Час під залежністю від Росії
У 1809 року Фінляндія перейшла від Швеції до Росії. Саме тоді вперше була утворена повністю фінська морська одиниця флоту — Suomen Meriekipaasi. Утворена вoнa у 1830 році i охороняла береги Фінляндії, діючи у складі балтійського флоту військового флоту царської Росії. Серед кораблів, які входили до Meriekipaasi був паровий фрегат Рюрик (побудований у 1851 році у порту у Турку) i паровий корвет Калевала" (побудований в 1858 році в тому самому порту що Рюрик") — обидва кораблі служили пізніше уТихокеанському флоті. Також військово-морські сили Фінляндії брали участь в кримській війні нa Балтійському морі.

### Незалежна Фінляндія

#### Дії між двох війн
6 грудня 1917 року Фінляндія оголосила про свою незалежність. Ця ситуація застала Росію тільки в січні 1917 року. Першими кораблями які входили у склад нового флоту Фінляндії були російські кораблі, які були в стані подолати подорожі зимою до бази у Кронштадті, потім брали участь у фінляндській громадянській війні в 1918 році. Через 10 i 20 років фінляндські морські сили мали у своєму складі кілька канонерок — Klas Horn (отриманих від Росії), Matti Kurki (отримані від Росії), Turunmaa i Karjala (збудовані у Фінляндії у 1918 році, замовлені i оплачені через росіян нa потреби самих фінів); шість міноносців типу S (отримані від Росіян під час громадянської війни); вісім міноносців типу C; кілька великих і малих мінних тральщиків. У 1920 Німці передали Фінляндії два здобутих під час війни з Росією міноносці (Uusimaa i Hämeenmaa). Ураз з трактом у Тарту Фінляндія мусила повернути частину кораблів (три міноносці типу S (S3, S4 i S6), морські тральщики Altair, Mikula, MP 7, MP 11, Ahvola, T 12, чотири малих транспортних i п'ятдесят чотири моторні човни. Ще три торпедні кораблі типу C (C1, C2 i C3) втрачено під час виконання британської компанії проти Росії у 1918—1919 роках.
У 1927 році по роках дискусії про розбудову морських сил, було прийнято план побудови нових кораблів. Імпульсом до цього стала втрата міноносця S2 під час шторму в листопаді 1925 року. Плани закладення побудови двох панцерників берегової оборони і чотирьох підводних човнів. Піднято пропозицію про прийняття міноносців з Великої Британії і також побудову власних, a також конструювання тральщиків. У 1930 році прийнято побудовані у Франції у 1902 році, німецький корабель Oldenburg, який був включений до флоту як навчальний корабель Suomen Joutsen.

#### Друга світова війна
У часи другої війни світової Фінляндія мала значні успіхи у розбудові флоту, хоча не всі заплановані плани вдалось виконати у термін. Серед кораблів, які були у складі Фінського флоту: два панцерника берегової оборони (Ilmarinen i Väinämöinen), п'ять підводних човнів двох типів (Vesihiisi, Iku-Turso, Vetehinen також Vesikko i Saukko), чотири канонерки (Turunmaa, Karjala, Uusimaa i Hämeenmaa), сім міноносців (два типи Sisu, один типу Isku, чотири типу Syöksy), один мінний тральщик . Також на озері Ладога Фінляндія утримувала шість кораблів: один криголам (Aallokas), одну канонерку (Aunus), один мінний загороджувач (Yrjö), один буксир (Vakava), два моторні човни (S1 i N. K. af Klercker).

##### Зимова війна
Після початку зимової війни Фінляндія зайняла демілітаризовані Аландські острови. Військовий флот зайнявся охороною торгових кораблів i морських шляхів. Під час першого місяця війни дійшло до обмінів вогнем між радянськими військовими кораблями і береговою артилерією в Ханко, Уто i Койвіца. Під час битв у Ханко i Койвіцо фінам вдалось завдати значної шкоди і змусити радянські кораблі відступити. Спроби потопити радянські кораблі фінськими підводними човнами (Vesikko i Saukko) закінчилося невдало. У грудні 1939 року лід затвердів настільки, що єдиний криголам не був у стані добратися додому до Фінляндії. Найкращі одиниці флоту — два панцирники берегової оборони  — залишилися стояти в порту в Турку, де зміцнювали його протипопівтряну оборону. Залишалися там до кінця війни.

### Війна Продовження
Ще перед початком війни продовження Фінляндія замовила у Італії п'ять кораблів міноносців. Мир, за яким закінчилася зимова війна, поділив оперативний простір фінських військово-морських сил поблизу СРСР, за яким совіти орендували Півострів Ханко. Відносилось це і до берегової артилерії в Русаро i Осмуар, які охороняли підхід до Ботнічної затоки. Великі мінні поля, виставлені нa початку війни в спільності з німцями, залишалися. Два фінські панцерники берегової оборони залишалися на радянській базі в Ханко, аж до грудня 1941 року, коли росіяни постановили їх евакуацію[1]. 
У 1941—1945 роках у фінській затоці залишилося 69 779 встановлених мін i перешкод для мінних тральщиків. Вони були встановлені Фінляндією (6 382 міни), Радянським Союзом (16 179 мін i 2 441 перешкоди) i Німеччиною (близько 45 000 мін). У 1957 році відбувся останній щорічний сезон знищення мін із затоки, але мінні загороди залишалися ще близько 10 років після того. До сьогодні на дні знаходиться багато мін із часів тієї війни[2]. Найбільша втрата фінського флоту під час тієї війни, затоплення панцерника Ilmarinen після того як він натрапив на міну 13 вересня 1941 року. Загинув одразу 271 моряк. З катастрофи врятувалися 132 моряки. У 1942 році військові дії перейшли на охорону морських рубежів. Фінляндія i Німеччина заплатили велику ціну, щоб не допустити прориву совітських підводних човнів до Балтійського моря. Використання у цих цілях мінних полів виявилося недостатнім заходом. Радянські підводні човни затопили вісімнадцять кораблів, серед яких сім належало Фінляндії. Фіни затопили натомість три, серед дванадцяти затоплених всіх радянських підводних човнів. Важливим кроком було повне блокування фінської затоки. У 1944 році СССР повністю деблокував затоку.
Весною 1942 року Фінляндія зайняли остів Готланд. У липні 1942 року росіяни здійснили спробу зайняти малий острівок Соммерс у Фінській затоці. У 1943 році Фінський флот отримав чотирнадцять нових кораблів міноносців, замінивши їх довоєнними. У 1944 році СРСР розпочав велику компанію наступну проти Фінляндії, під час якої флот бився разом із сухопутними силами у Виборгзькій затоці. Фінські кораблі вціліли, проте змушені були до виведення з затоки.

##### Лапландська війна
Війна проти німців розпочалася у вересні 1944 року. 25 серпня міністр закордонних справ Фінляндії звернувся до Союзу Радянських Соціалістичних Республік СРСР з пропозицією щодо мирних переговорів. Рада вимагала в обмін на розірвання всіх відносин з  Третім рейхом і наказ про вивід з території Фінляндії німецьких військ до 15 вересня. Уряд Фінляндії виконав ці вимоги 4 вересня. Німеччина, вже розраховуючи на можливість втратити свого союзу із Фінляндією, розробила кілька сценаріїв. Основним планом була окупація фінської території, але з середини 1944 року. Стало ясно, що німці не могли дозволити собі таких військових зусиль. Крім того, Третій рейх планував взяти фінські острови в Балтійському морі, щоб дозволити собі вільно працювати на своїх водах і продовжувати блокувати Фінську затоку. Перш за все, планувалося взяти Аландські острови  (операція «Танне Ост») та острови Суурсаари (операція Тоннан Ост). Боячись залучення до конфлікту Швеції, яка була дуже чутливою до островів Аланд, було вирішено виконувати операцію «Танне Ост» обережно, але вона закінчилася повним фіаско. Німці втратили низку надводних кораблів, десяток літаків і в кілька разів більше солдатів, ніж фінська сторона. Падіння операції «Танне Ост» безпосередньо сприяло прориву радянським флотом блокади Фінської затоки.
.

Німці здійснили останню акцію Маріоімата 1 жовтня 1944 року. У [Торніо], де був порт. Після цього висадка була виконана і місто перейшло до німців. Розпочалась битва і закінчилися через кілька днів перемогою фінів. Подібна ситуація склалася в той час у місті Кемі, де також було вирішено зайняти порт і місто.
.
Фінські одиниці успішно обстрілювали німецькі береги, що становили серйозну загрозу для торговельних кораблів. Затонули кілька німецьких підводних човнів. Після фінсько-радянського союзу Фінляндія брала участь в роботі з очищення Балтійського моря від мін. Вона тривала до 1950-х років і спричинив багато жертв.

#### Сьогодення
Тендер на перші мінні загороджувачі був оголошений у 2003 році. Вже у 2006 році головним виконавцем було вибрано Intermarine S.p.A., а бойові системи мав постачати Atlas Elektronik GmbH. Контракт нa побудову трьох сторожових кораблів був розрахований на 244,8 мільйонів євро, включаючи вартість навчання корабельних екіпажів, доставку технічної документації, запасних частин, а також логістичної підтримки. Останній з трьох мінних загороджувачів типу Katanpää передано фінському військовому флоту в листопаді 2016 року.
У грудні 2015 року фінський міністр оборони Юссі Ніїністо дав збройним силам мандат на початок реалізації програми «Ескадра 2020», ціллю якої є закупка чотирьох великих корветів, здатних діяти в Балтійському морі протягом року.
У вересні 2016 року, після закінчення модернізації, фінський військовий флот отримав мінний загороджувач «Pansio» (90). Це перший з трьох одиниць цього типу (разом з «Pyhäranta» i «Porkkala»), які планується добудувати до 2030 року. На реалізацію плану у 2016 та 2017 роках виділено 35 млн євро.
У січні 2020 року ВМС Фінляндії отримали модернізований ракетний катер Tornio класу Hamina, які будувалися впродовж кінця 1990-х – початку 2000-х років; ще три мають пройти капремонт і модернізацію до кінця 2021 року. Катери отримають засоби для боротьби з підводними човнами і нові можливості для оборони.
У червні 2023 року Міністерство оборони Фінляндії замовило 17 додаткових десантних катерів класу Jurmo у компанії Marine Alutech. Загальна вартість контракту становить 25,5 млн євро без урахування ПДВ. Очікується, що ці нові катери підтримуватимуть та розвиватимуть мобільність берегових військ Фінляндії до кінця 2030-х років.